# Gumpold
Il Gumpold (ufficialmente, in tedesco: Gumpold-Schanze, "trampolino Gumpold") è un trampolino in disuso situato a Murau, in Austria, entro il complesso KLH-Arena (già Murauer Schanzenkessel).

## Storia
Aperto nel 1968, l'impianto ha ospitato i Campionati mondiali juniores di sci nordico nel 1978 e nel 1982 e varie tappe della Coppa del Mondo di combinata nordica.

## Caratteristiche
Il trampolino lungo ha il punto K a 85 m; il primato di distanza appartiene all'austriaco Günter Stranner (86 m nel 1988). Il complesso è attrezzato anche con salti HS125 (Trampolino Hans Walland, anch'esso in disuso), K60 e K35.